# Мізін Сергій Григорович
Сергі́й Григо́рович Мі́зін (* 25 вересня 1972, Київ) — український футболіст та тренер, заслужений майстер спорту України (1993). Колишній гравець збірної України.

## Біографія

### Клуб
Вихованець ДЮСШ «Динамо» (Київ) (перший тренер — Олександр Леонідов). Виступав за клуби: «Динамо» (1990–1995), «Дніпро» Дн (1996, 1997), «Чорноморець» (1997), ЦСКА (1997), «Карпати» Л (1998–1999, 2002–2004), «Кривбас» (2000), «Металіст» (2001–2002), «Арсенал» К (2004–2008).
Входить до десятки найкращих бомбардирів за всю історію чемпіонатів України. Уболівальники «Карпат» включили його до символічної збірної клубу часів незалежності (від 1991).
У єврокубках провів 17 матчів, забив 2 м'ячі.

### Збірна
Зіграв 7 матчів за збірну України.

### Тренер
Після завершення кар'єри гравця почав тренерську кар'єру. Спочатку Сергій Мізін був асистентом ФК «Харків», згодом ФК «Львів». 21 грудня 2009 року став спортивним директором клубу «Нафтовик-Укрнафта», а у червні 2010 року став її головним тренером. 5 листопада 2011 після серії невдалих ігор подав у відставку.

## Досягнення
- Чемпіон України (3): 1993, 1994, 1995 років.
- Віце-чемпіон України: 1992
- Бронзовий призер чемпіонату України (2): 1996, 2000
- Володар Кубку України: 1993
- Фіналіст Кубку України: 1999
- Член Клубу Олександра Чижевського: 342 матчі.
- Член Клубу бомбардирів Олега Блохіна: 106 голів

## Статистика виступів
| Сезон     | Клуб                       | Ліга      | Чемпіонат | Чемпіонат | Кубок | Кубок | Єврокубки | Єврокубки | Збірна | Збірна |
| Сезон     | Клуб                       | Ліга      | Ігри      | Голи      | Ігри  | Голи  | Ігри      | Голи      | Ігри   | Голи   |
| --------- | -------------------------- | --------- | --------- | --------- | ----- | ----- | --------- | --------- | ------ | ------ |
| 1992-1993 | «Динамо» (Київ)            | Вища ліга | 16        | 5         | 11    | 5     | —         | —         | —      | —      |
| 1993-1994 | «Динамо» (Київ)            | Вища ліга | 28        | 6         | 4     | 0     | 1         | 0         | —      | —      |
| 1994-1995 | «Динамо» (Київ)            | Вища ліга | 20        | 5         | 6     | 0     | 3         | 0         | 2      | 0      |
| 1995-1996 | «Динамо» (Київ)            | Вища ліга | 9         | 0         | —     | —     | 1         | 0         | —      | —      |
| 1995-1996 | «Дніпро» (Дніпропетровськ) | Вища ліга | 17        | 4         | 2     | 1     | —         | —         | —      | —      |
| 1996-1997 | «Чорноморець» (Одеса)      | Вища ліга | 7         | 2         | —     | —     | 4         | 2         | —      | —      |
| 1996-1997 | ЦСКА (Київ)                | Вища ліга | 15        | 10        | 1     | 0     | —         | —         | —      | —      |
| 1997-1998 | «Дніпро» (Дніпропетровськ) | Вища ліга | 11        | 4         | —     | —     | 4         | 0         | —      | —      |
| 1997-1998 | «Карпати» (Львів)          | Вища ліга | 6         | 0         | 2     | 1     | —         | —         | —      | —      |
| 1998-1999 | «Карпати» (Львів)          | Вища ліга | 27        | 7         | 7     | 2     | —         | —         | 2      | 0      |
| 1999-2000 | «Карпати» (Львів)          | Вища ліга | 14        | 5         | —     | —     | 2         | 0         | 2      | 0      |
| 1999-2000 | «Кривбас» (Кривий Ріг)     | Вища ліга | 13        | 4         | 4     | 1     | —         | —         | —      | —      |
| 2000-2001 | «Кривбас» (Кривий Ріг)     | Вища ліга | 12        | 3         | 3     | 3     | 2         | 0         | —      | —      |
| 2000-2001 | «Металіст» (Харків)        | Вища ліга | 12        | 3         | —     | —     | —         | —         | —      | —      |
| 2001-2002 | «Металіст» (Харків)        | Вища ліга | 20        | 5         | 4     | 0     | —         | —         | —      | —      |
| 2002-2003 | «Карпати» (Львів)          | Вища ліга | 22        | 5         | 1     | 0     | —         | —         | —      | —      |
| 2003-2004 | «Карпати» (Львів)          | Вища ліга | 18        | 8         | 1     | 0     | —         | —         | 1      | 0      |
| 2004-2005 | «Арсенал» (Київ)           | Вища ліга | 24        | 5         | 1     | 0     | —         | —         | —      | —      |
| 2005-2006 | «Арсенал» (Київ)           | Вища ліга | 26        | 4         | 2     | 1     | —         | —         | —      | —      |
| 2006-2007 | «Арсенал» (Київ)           | Вища ліга | 17        | 4         | —     | —     | —         | —         | —      | —      |
| 2007-2008 | «Арсенал» (Київ)           | Вища ліга | 8         | 1         | 1     | 0     | —         | —         | —      | —      |
| Всього    | Всього                     | Вища ліга | 342       | 90        | 50    | 14    | 17        | 2         | 7      | 0      |